# Ángel Iturriaga Barco
Ángel Iturriaga Barco (Logroño, 1974) es un historiador y escritor español, profesor de la Universidad Internacional de La Rioja (UNIR). Es doctor en Historia Contemporánea con una tesis titulada "El poder político y social en la historia del FC Barcelona". Es autor de varios libros acerca de la historia de fútbol, como Diccionario de jugadores del FC Barcelona (2010), el Diccionario de técnicos y directivos del FC Barcelona (2011) y el Diccionario de jugadores de la selección española de fútbol (2013).
El octubre de 2013 publicó su novela biográfica Paulino (Edicions Saldonar), juntamente con David Valero. Los dos autores ponen al día la figura del jugador del Barça de origen filipino, Paulino Alcántara, conocido como trenca-xarxes (romperredes) por sus 369 goles en 257 partidos. «Era necesario hacer una biografía de una gran estrella del deporte como era Paulino, ya que es una de las primeras grandes estrellas del deporte y el mejor futbolista asiático de todos los tiempos», afirmaron ambos autores.

## Obra
- Diccionario de jugadores del FC Barcelona, 2010, Base, ISBN 978-84-92437-74-0
- Diccionario de técnicos y directivos del FC Barcelona, 2011, Base, ISBN 978-84-939161-2-1
- Paulino: el primer crac de la història del Barça (amb David Valero), 2013, Saldonar, ISBN 978-84-941164-5-2
- Diccionario de jugadores de la selección española de fútbol, 2013, T&B, ISBN 978-84-15405-64-1
- El Barça, rey de Europa, Al Poste, 2015, ISBN 9788415726470
- Diccionario de jugadores del Atlético de Madrid, 2016, Siníndice, ISBN 9788415924166